# Primera Iglesia Metodista Unida (Highland Park)
El Ministerio Soul Harvest Ministries está ubicado en el 16300 Avenida Woodward, en Highland Park, Míchigan. Fue construido en 1916 como la Primera Iglesia Metodista Unida y enlistada en el Registro Nacional de Lugares Históricos en 1982.  

## Historia
En 1868, se construyó una capilla para los servicios interdenominacionales, detrás de donde se encuentra actualmente la Primera Iglesia Metodista Unida. La membresía en esta iglesia disminuyó en la década de 1880, y la estructura se convirtió en una capilla episcopal en 1885. En 1892, la capilla fue vendida a los metodistas por $ 1 (y la asunción de la deuda de la iglesia).  
La congregación metodista recibió apoyo financiero del senador de Míchigan Thomas Palmer y  Thomas Stevens un capitán retirado de Great Lakes. Este soporte permitió entonces construir la actual estructura gótica, que fue construida entre 1916 y 1917. En 1956, la capilla original detrás de la iglesia actual fue demolida, y se construyó un edificio educativo contemporáneo. 
El Ministerio Soul Harvest ha ocupado el edificio desde 1995.

## Arquitectura
La iglesia es una estructura de estilo neogótico influenciada por las artes y los oficios, construida con ladrillo rojo y adornada con piedra caliza. La iglesia es de planta rectangular, mide 108 pies por 95 pies. La elevación de la Avenida Woodward es una fachada a dos aguas con bancos de ventanas con plomo, unificadas mediante la proyección de muelles de ladrillo con detalles de piedra caliza. Una torre cuadrada de techo plano con un campanario de celosía adorna la esquina del edificio. La entrada principal, en la elevación de la Calle Church, está protegida por un amplio arco en la base de la torre. La elevación de la Calle Church también tiene dos bahías que contienen ventanas de arco gótico con buhardillas a dos aguas. El ladrillo ornamental se coloca en todo el exterior.  
El interior de la iglesia es un Akron Plan modificado, con una nave central de dos pisos con pisos inclinados que contienen asientos de teatro. Los espacios perimetrales contienen aulas y asientos desbordados. El santuario está visiblemente elevado y revestido en madera de roble oscuro con un techo de vigas inclinadas. Contiene un altar de madera tallada, lecturn y órgano. El interior contiene pisos embaldosados, carpintería de roble y tapicería de ladrillo tapizado con azulejos en todas partes.